# Belmosaic
Belmosaic（ベルモザイク）は日本のロックバンド。所属レコード会社ビーイング系列のRozetta。所属事務所はRozetta/九曜。

## 来歴
2012年
- 5月、活動開始。

2013年
- 12月6日 、ドラム・logicが脱退

2014年
- 05月28日、ドラム・logicが再加入

## メンバー
- kazuki(かずき)（ボーカル）
- maya(まや)（ギター）
- uki(うき)（ギター）
- reiya(れいや)（ベース）
- logic(ろじっく)（ドラム）

## ディスコグラフィー

### シングル
2012/08/06 NFCD-0012「呼吸」(ライブ会場限定販売)

2012/08/06 NFCD-0013「Acid Girl」

2013/06/26 NFCD-0016「シアター」

2013/11/06 RCR-001「知らない空」

2014/05/19 RCR-006「ココロガワリ」(ライブ会場限定販売)

2014/07/02 品番不明「ココロガワリ」(全国発売盤)【発売中止】

### 配布CD-R
2014/07/08「リツコさん」※京都MUSEより7月30日の心斎橋VARONまで配布

2014/08/01「R.P.G」※池袋Black Holeより8月21日の福島2nd Lineまで配布

2014/09/01「ピリオド」※大阪MUSEにて配布

### DVD
2014/01/01 LIKA-2014-002「Like an Edison 2014年 HAPPY NEW YEAR MESSAGE DVD <TYPE B>」

### 配布・特典DVD-R
2012/08/06 「Acid Girl特典 ライカエディソン特典 コメントDVD

2013/11/06 「知らない空特典 ライカエディソン特典 LIVE DVD」

2013/11/10 「知らない空特典 LIVE DVD」※HOLIDAY NEXT NAGOYAより物販特典

2013/12/06 「知らない空 MV」※大阪MUSE入場者特典DVD

※2014/07/17 目黒鹿鳴館で配布された出演者のコメントDVDにはBelmosaicのコメント、映像が収録されていない